# Gulkand

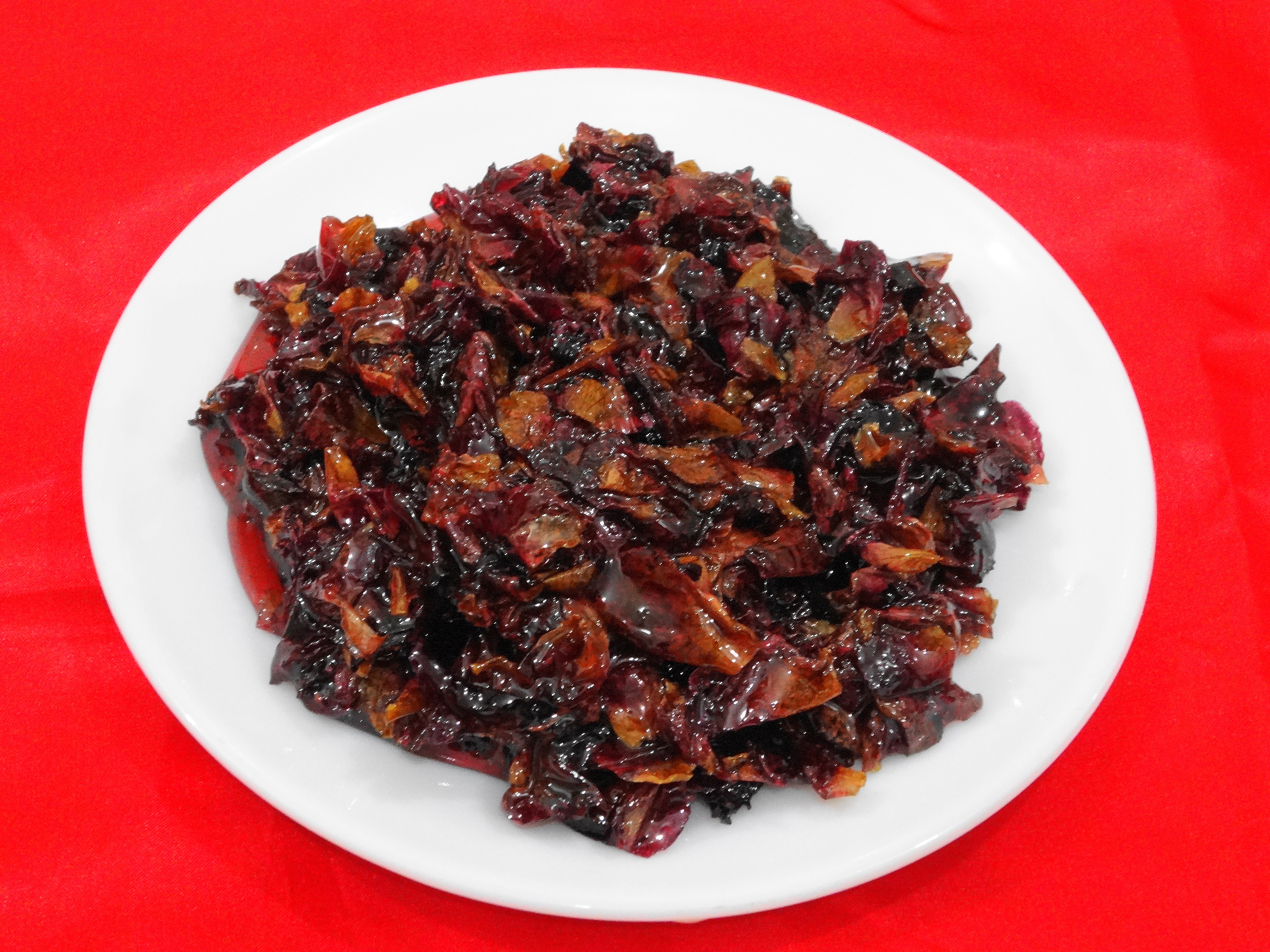
Gulkand – eingelegte Rosenblätter

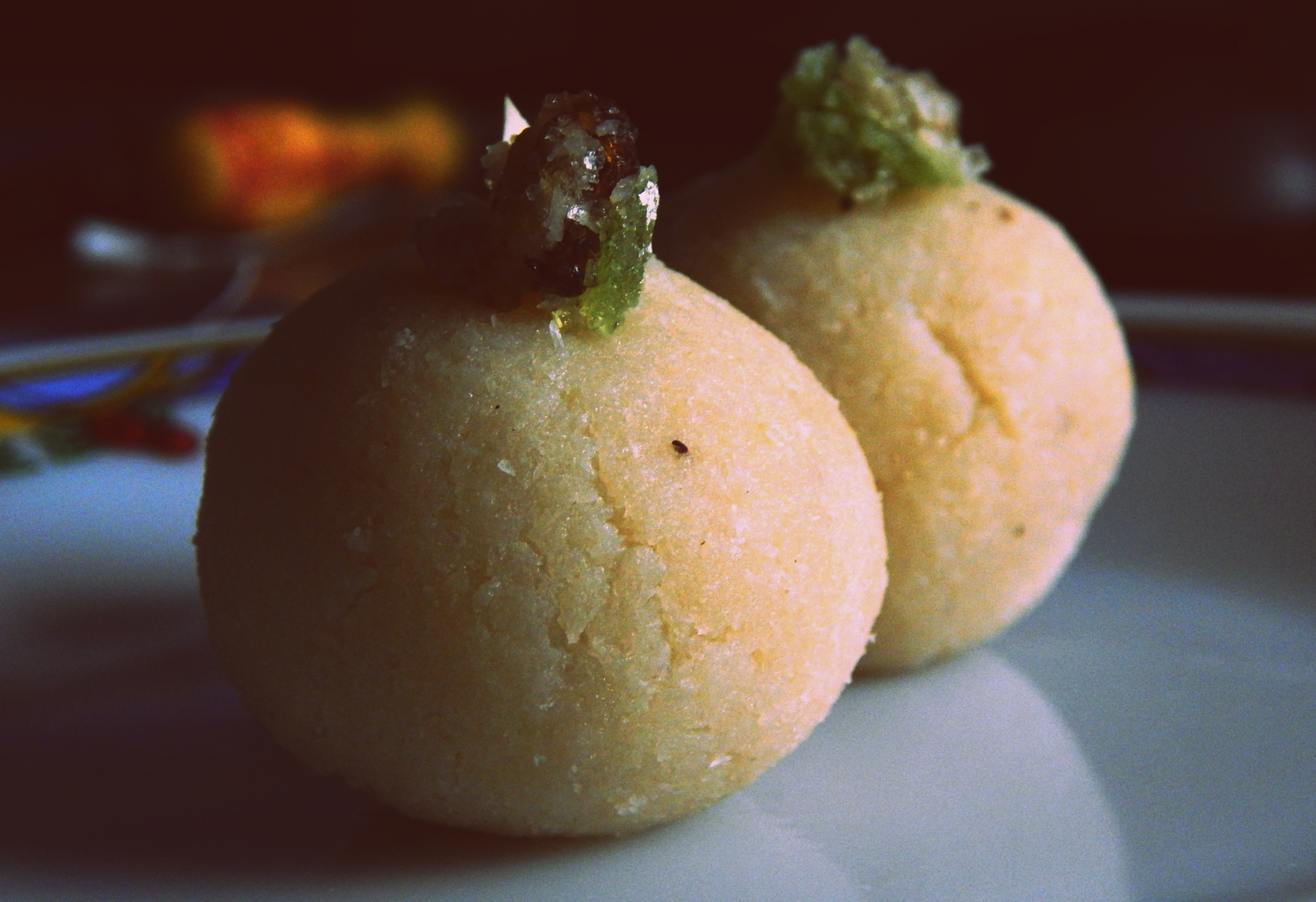
Laddus mit Gulkand

Gulkand werden in Indien und Pakistan gezuckerte Rosenblätter genannt, die zum Aromatisieren von Speisen, oder zusammen mit Betelblättern zum Erfrischen des Mundes und gegen einen bitteren Nachgeschmack, aber auch als Laxativ verwendet werden.
Für die Herstellung von Gulkand werden Rosenblätter in dickem Sirup eingelegt, oder aber werden die Rosenblätter mit Zucker im Verhältnis 1:2 vermischt und in der Sonne getrocknet.